# Đậu Kiêu
Đậu Kiêu (chữ Hán giản thể: 窦骁, chữ Hán phồn thể: 竇驍, bính âm: Dòu Xiāo, sinh ngày 15 tháng 12 năm 1988) là một diễn viên người Canada gốc Trung Quốc. Anh bắt đầu nổi tiếng với vai diễn Tôn Kiến Tân trong bộ phim Chuyện tình cây táo gai của đạo diễn Trương Nghệ Mưu (2010). Anh đã đoạt giải "Nam diễn viên xuất sắc nhất" tại Liên hoan Phim Du Chinois De Paris lần thứ 11 cho vai diễn trong bộ phim Bữa tối sáu người (2017).

## Tiểu sử
Đậu Kiêu sinh ra tại Tây An, Thiểm Tây, Trung Quốc. Bố mẹ anh chuyển đến Canada khi anh 10 tuổi. Đậu Kiêu học trường tiểu học David Lloyd George. Sau khi tốt nghiệp DLG vào năm 2001, anh vào học tại trường Sir Winston Churchill và tốt nghiệp vào năm 2006. Năm 2008, anh trở lại Trung Quốc vào học tại Học viện Điện ảnh Bắc Kinh.

## Danh sách phim

### Phim điện ảnh
| Năm  | Tên phim                | Tên Trung Quốc | Tên tiếng Anh           | Nhân vật              | Ghi chú   |
| ---- | ----------------------- | -------------- | ----------------------- | --------------------- | --------- |
| 2010 | Chuyện Tình Cây Táo Gai | 山楂樹之戀     | Under the Hawthorn Tree | Tôn Kiến Tân          |           |
| 2011 | Con Dấu Tình Yêu        | 秋之白華       | The Seal of Love        | Cù Thu Bạch           |           |
| 2011 | Racing Legends          | 赛车传奇       | Racing Legends          | Ye Haocheng           |           |
| 2011 | Kim Lăng Thập Tam Hoa   | 金陵十三釵     | The Flowers of War      | Soldier               | Khách mời |
| 2011 | Giọt Nước Mắt           | 傾城之淚       | The Allure of Tears     | Chen Yi               |           |
| 2012 | Đại Truy Bộ             | 大追捕         | Nightfall               | young Wong Yuen-yeung |           |
| 2012 | Mối Quan Hệ Nguy Hiểm   | 危險關係       | Dangerous Liaisons      | Dai Wenzhou           |           |
| 2014 | Trò Chơi Thành Thị      | 城市遊戲       | Urban Games             | Zhang Weibai          |           |
| 2015 | Tô Tem Sói              | 狼圖騰         | Wolf Totem              | Dương Khắc            |           |
| 2015 | Tôi Là Nữ Vương         | 我是女王       | The Queens              | Marco                 |           |
| 2015 | Xé Gió                  | 破風           | To the Fore             | Khưu Điền             |           |
| 2015 | Tân Bộ Bộ Kinh Tâm      | 新步步驚心     | Time to Love            | Thập Tứ A Ca          |           |
| 2016 | The Last Race           | 终极胜利       | The Last Race           | Xu Niu                |           |
| 2017 | Bữa Tối Sáu Người       | 六人晚餐       | Youth Dinner            | Đinh Thành Công       |           |

### Phim truyền hình
| Năm  | Tên phim                                                       | Tên Trung Quốc | Tên tiếng Anh                         | Nhân vật           | Ghi chú                             |
| ---- | -------------------------------------------------------------- | -------------- | ------------------------------------- | ------------------ | ----------------------------------- |
| 2017 | Sở Kiều Truyện                                                 | 特工皇妃楚乔传 | Princess Agents                       | Yến Tuân           | Vai thứ chính                       |
| 2017 | Cửu Châu Hải Thượng Mục Vân Ký                                 | 海上牧云记     | Tribes and Empires: Storm of Prophecy | Mục Như Hàn Giang  |                                     |
| 2017 | Thời Gian Điều Biết                                            | 时间都知道     | See You Again                         | Diệp Gia Thành     |                                     |
| 2018 | Yêu Em - Người Chữa Lành Vết Thương Cho Anh                    | 爱上你治愈我   | From Survivor to Healer               | Nhan Thư Nhân      | Nam chính                           |
| 2019 | 10 năm 3 tháng 30 ngày                                         | 十年三月三十日 | Ten years late                        | Cận Nhiên          | Nam chính                           |
| 2020 | Yến Vân Đài                                                    | 燕云台         | Legend of Xiao Chuo                   | Hàn Đức Nhượng     | Nam chính                           |
| 2021 | Giai Kỳ Như Mộng Chi - Hải Thượng Phồn Hoa                     | 海上繁花       | Tears in Heaven                       | Lôi Vũ Tranh       | Nam chính (Quay năm 2017)           |
| 2022 | Lương Thần Hảo Cảnh Tri Kỷ Hà (Cảnh đẹp ngày vui biết bao giờ) | 良辰好景知几何 | Love in frames of war                 | Tiêu Bắc Thần      | Nam chính                           |
| 2022 | Hoan lạc tụng 3                                                | 欢乐颂 3       | Ode To Joy 3                          | David              | Nam phụ (Đóng cặp với Giang Sơ Ảnh) |
| 2023 | Hoan lạc tụng 4                                                | 欢乐颂 4       | Ode To Joy 4                          | David              | Nam phụ (Đóng cặp với Giang Sơ Ảnh) |
| 2024 | Hoan lạc tụng 5                                                | 欢乐颂 5       | Ode To Joy 5                          | David              | Nam phụ (Đóng cặp với Giang Sơ Ảnh) |
| 2025 | Chưởng tâm                                                     |                | Kill my sins                          | Nguyên Thiếu Thành | Nam chính                           |

## Show truyền hình
| Tên chương trình         | Link                                                                     |
| ------------------------ | ------------------------------------------------------------------------ |
| Happy Camp               | Happy Camp-Đậu Kiêu Lưu trữ ngày 10 tháng 8 năm 2017 tại Wayback Machine |
| Run for time 2015        | Run For Time                                                             |
| Running Man 2014 (Mùa 1) | Running Man-Đậu Kiêu                                                     |
| Phi Thường Tịnh Cự Ly    | PTTCL-Đậu Kiêu                                                           |

## Giải thưởng
| Năm  | Lễ trao giải                                                    | Hạng Mục                                     | Tác phẩm - Vai                                                                         | Kết quả   | Ghi chú |
| ---- | --------------------------------------------------------------- | -------------------------------------------- | -------------------------------------------------------------------------------------- | --------- | ------- |
| 2010 | Lễ trao giải Tencent Star                                       | Nam diễn viên điện ảnh tiềm năng của năm     | Chuyện tình cây táo gai - Tôn Kiến Tân                                                 | Đoạt giải | [ 7 ]   |
| 2010 | 5th BQ Celebrity Score Awards                                   | Diễn viên điện ảnh mới của năm               | Chuyện tình cây táo gai - Tôn Kiến Tân                                                 | Đoạt giải | [ 8 ]   |
| 2011 | Lễ trao giải Sina Online                                        | Diễn viên mới của năm                        | Chuyện tình cây táo gai - Tôn Kiến Tân                                                 | Đoạt giải | [ 9 ]   |
| 2011 | China Screen Ranking                                            | Diễn viên mới của năm                        | Chuyện tình cây táo gai - Tôn Kiến Tân                                                 | Đoạt giải | [ 10 ]  |
| 2011 | Liên hoan Film Cáp Nhĩ Tân lần thứ nhất                         | Nam diễn viên mới có giá trị thương mại nhất | Chuyện tình cây táo gai - Tôn Kiến Tân                                                 | Đoạt giải | [ 11 ]  |
| 2011 | Giải Hoa Biểu lần thứ 14                                        | Nam diễn viên nổi bật (ở Hải ngoại)          | Chuyện tình cây táo gai - Tôn Kiến Tân                                                 | Đề cử     | [ 12 ]  |
| 2011 | LHP Quốc tế FIRST lần thứ 5                                     | Diễn viên mới được kỳ vọng nhất              | Chuyện tình cây táo gai - Tôn Kiến Tân                                                 | Đoạt giải | [ 13 ]  |
| 2011 | Grand Ceremony of New Forces                                    | Nam diễn viên điện ảnh được yêu thích nhất   | Chuyện tình cây táo gai - Tôn Kiến Tân                                                 | Đoạt giải | [ 14 ]  |
| 2011 | Sohu Entertainment Award                                        | Giải thưởng Gương mặt mới                    | —                                                                                      | Đoạt giải | [ 15 ]  |
| 2011 | Baidu Fudian Awards                                             | Nam diễn viên mới hot nhất                   | —                                                                                      | Đoạt giải | [ 16 ]  |
| 2011 | China Power Fashion Awards                                      | Most Beautiful Dazzling Youth                | —                                                                                      | Đoạt giải | [ 17 ]  |
| 2011 | 6th BQ Celebrity Score Awards                                   | Diễn viên đang lên                           | —                                                                                      | Đoạt giải | [ 18 ]  |
| 2012 | Giải thưởng của Hiệp hội Đạo diễn Điện ảnh Trung Quốc lần thứ 2 | Nam diễn viên chính xuất sắc nhất            | Con Dấu Tình Yêu                                                                       | Đề cử     |         |
| 2012 | Giải thưởng Truyền thông Điện ảnh Trung Quốc lần thứ 12         | Diễn viên được mong đợi nhất                 | The Allure of Tears                                                                    | Đề cử     | [ 19 ]  |
| 2016 | 11th Festival Du Cinema Chinois De Paris                        | Nam diễn viên chính xuất sắc nhất            | Bữa tối sáu người - Đinh Thành Công                                                    | Đoạt giải | [ 20 ]  |
| 2019 | Kim Cốt Đoá - Liên hoan phim và truyền hình mạng lần thứ 4      | Nam diễn viên chính xuất sắc nhất            | Yêu Em - Người Chữa Lành Vết Thương Cho Anh Thời Gian Điều Biết 10 năm 3 tháng 30 ngày | Đề cử     | [ 21 ]  |